# 式の前日
『式の前日』（しきのぜんじつ）は、穂積による日本の短編漫画作品、及び同作を表題作とする短編集。
2010年、『月刊フラワーズ』コミックオーディションで銀の花賞を受賞し、フラワーズ2010年11月号増刊『凛花』に掲載されたデビュー作。2012年9月、本作を表題作とし、他5編を収録した短編集が刊行された。

## 収録作品
- 式の前日（フラワーズ2010年11月号増刊『凛花』11号）
- あずさ2号で再会（『月刊フラワーズ』2011年5月号）
- モノクロ兄弟（『月刊フラワーズ』2011年9月号）
- 10月の箱庭（フラワーズ2011年11月号増刊『凛花』14号）
- 夢見るかかし（『月刊フラワーズ』2012年5月号・6月号）
- それから（『月刊フラワーズ』2012年8月号） - 「式の前日」の後日譚

## 評価
初の単行本ながら、作風は既に貫禄のようなものを漂わせ、親子や兄弟姉妹など近しい関係にある家族の「その時の何気ない感情」を射抜く作者の手並みはもはや職人技であると評される。
「このマンガがすごい! オンナ編」で第2位、「このマンガを読め!」で第5位、「全国書店員が選んだおすすめコミック」で第12位にランクイン、第4回ブクログ大賞のマンガ部門大賞受賞。

## 書誌情報
- 穂積 『式の前日』 小学館〈フラワーコミックスα〉 2012年9月10日発売、ISBN 978-4-09-134585-1[8]